# Боккаччо-70
«Боккаччо-70» (итал. Boccaccio '70) — итальянский кинофильм 1962 года. Состоит из четырёх новелл в духе «Декамерона» Джованни Бокаччо, снятых режиссёрами Марио Моничелли, Федерико Феллини, Лукино Висконти и Витторио де Сика.

## Сюжет
Все новеллы связаны одной темой — отношениями между мужчиной и женщиной. Каждая новелла является отдельным законченным фильмом.

### Ренцо и Лучана (итал.«Renzo e Luciana»)
Задорная история о неунывающих молодожёнах, пробивающих себе дорогу сквозь нищету и произвол работодателей. Эта новелла не включалась в фильм при показе его за пределами Италии.
- Режиссёр — Марио Моничелли
- Сценарий — Марио Моничелли, Итало Кальвино, Джованни Арпино, Сузо Чекки Д'Амико
- Оператор — Армандо Наннуцци
- Композитор — Пьеро Умилиани
- В ролях: Мариса Солинас — Лучана, Германо Джилиоли — Ренцо, Сузо Чекки Д'Амико.

### Искушение доктора Антонио (итал.«Le Tentazioni Del Dottor Antonio»)
Сюрреалистичная история (к доктору-моралисту с огромного рекламного плаката сходит изображённая там огромная женщина, эта красотка преследует его; в итоге он в неё влюбляется) о необходимости ценить красоту, направленная против клерикализма и ханжеской морали.
- Режиссёр — Федерико Феллини
- Сценарий — Федерико Феллини, Эннио Флайяно, Туллио Пинелли, Брунелло Ронди, Гоффредо Паризе
- Оператор — Отелло Мартелли
- Композитор — Нино Рота
- В ролях: Анита Экберг — Анита, Пеппино Де Филиппо — доктор Антонио, Антонио Аква — комендант Папы, Донателла Делла Норе — Донателла, Сильвио Баголини, Джакомо Фуриа.

### Работа (итал.«Il Lavoro»)
История томящихся от безделья и одиночества аристократов, решающих свои проблемы поиском удовольствий (муж) или стремлением найти работу (жена). Впрочем, в определённый момент их поиски приводят их друг к другу.
- Режиссёр — Лукино Висконти
- Сценарий — Сузо Чекки Д'Амико, Лукино Висконти
- Оператор — Джузеппе Ротунно
- Композитор — Нино Рота
- В ролях: Роми Шнайдер — Пупе, Томас Милиан — граф Оттавио, Ромоло Валли, Амедео Джирарди, Паоло Стоппа — Алькамо.

### Лотерея (итал.«La Riffa»)
Рассказ о деревенской красотке, стремящейся вырваться из нищеты и захолустья и организующей с этой целью «лотерею», победитель которой получит право переспать с ней. 
- Режиссёр — Витторио де Сика
- Сценарий — Чезаре Дзаваттини
- Оператор — Отелло Мартелли
- Композитор — Армандо Тровайоли
- В ролях: Софи Лорен — Зоя, Луиджи Джулиани — Гаэтано, Альфио Вита — Куспет, Нандо Ангелини, Валентино Макки.